# Escudo de Botsuana
El Escudo de armas de Botsuana consiste en un campo blanco en el que figuran tres bandas azules onduladas en el centro que representan el agua, tres ruedas dentadas acopladas que representan la industria, y un toro en la base que simboliza la ganadería. El blasón está sostenido por dos cebras, una que sostiene también un colmillo de elefante, representando la fauna natural del país y otra que sostiene una espiga de sorgo, un producto agrícola importante del país. En la parte inferior hay una divisa azul donde se lee el lema nacional, Pula, que significa lluvia en setsuana. El lema y las bandas onduladas resaltan la importancia que tiene el agua para Botsuana.